# Витолд Гомбрович
Витолд Марјан Гомбрович (пољ. Witold Marian Gombrowicz; Малошице, 4. август 1904 — Ванс, 24. јул 1969) био је пољски писац и драматург.
Његов рад је био карактерисан дубоком психолошком анализом. Године 1937. објавио је први роман Фердидурке, у коме је приказао многе од његових уобичајних тема: проблеми младих и незрелости, креирање идентитета у интеракцији са другима, и на ироничан и критичан начин бавио се класним улогама у пољском друштву. Покушао је да преко стереотипног понашања својих јунака и културних замки у које упадају, дочара интимну реалност човека. Пошто га је рат затекао у Аргентини, тамо је провео 23 године, пре него што се настанио у Француској.  Данас се сматра једним од најважнијих личности пољске књижевности. 

## Одабрана дела
- Сећања из доба незрелости (Pamiętnik z okresu dojrzewania, 1933)
- Фердидурке (Ferdydurke, 1937)
- Трансатлантик (Trans-Atlantyk, 1953)
- Венчање (Ślub, 1953)
- Порнографија (Pornografia, 1960)
- Дневник (1953−1969) (Dziennik 1957–1961, 1962)